# Sociedad de Ciencias Aranzadi
La Sociedad de Ciencias Aranzadi, fundada en 1947 con el objeto de dar continuidad a la labor de la Sociedad de Estudios Vascos suprimida durante el franquismo, es una asociación científica sin ánimo de lucro cuyos objetivos son la investigación científica del medio natural y humano y la divulgación de los resultados obtenidos.
Toma su nombre del antropólogo guipuzcoano Telesforo de Aranzadi (1860-1945), reconocido investigador de la antropología, la etnología, la Prehistoria y las demás ciencias afines.
Cuenta con 2000 socios y unos 150 investigadores distribuidos en diferentes departamentos. La Secretaría General de la sociedad se encuentra en la calle Zorroagagaina, número 11, de San Sebastián (Guipúzcoa).

## Objetivos

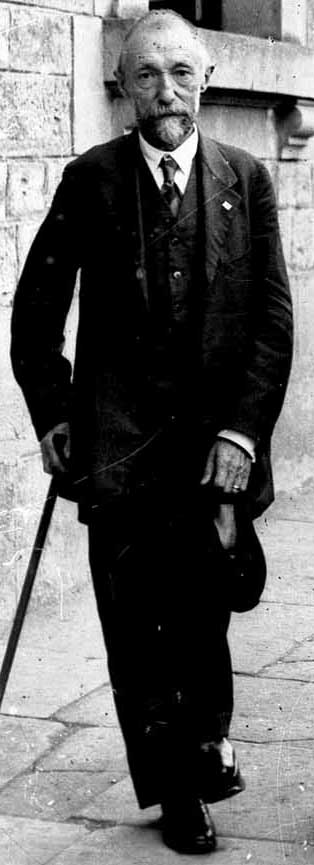
Telesforo de Aranzadi (1860-1945)

Desde sus orígenes, la Sociedad ha venido desarrollando numerosas actividades, siendo una de las entidades independientes de mayor significación en el campo de las Ciencias Naturales y Antropológicas del País Vasco.
Desde 2001 consta como Entidad de Utilidad Pública y está constituida como Centro de Estudio e Investigación en el que se acogen diversos especialistas que realizan sus trabajos conforme a planes y proyectos específicos.
En las diversas secciones de trabajo se desarrollan estudios generales y de investigación pura, al tiempo que se realiza una amplia labor divulgativa para mayor conocimiento de estas ciencias.
Asimismo, se llevan a cabo tareas informativas para una mejor conservación del medio natural y del patrimonio arqueológico y etnográfico, conjuntamente con los entes públicos.

## Sedes
- Zorroaga: Su ubicación actual es la tercera sede histórica de la Sociedad desde 1996 tras las Torres de Arbide y el Museo de San Telmo.[6]

- Palacio Zarra de Góngora: Situado en Aranguren ha sido restaurado y dirigido a la divulgación y puesta en valor del patrimonio medioambiental del valle, así como la investigación de los linajes. En colaboración con el Ayuntamiento de Aranguren y el Servicio Navarro de Empleo, desde 2008 cuenta con una Escuela Taller en la que desarrollan su labor una plantilla de siete profesores y 35 alumnos en prácticas por un periodo de dos años.

- Urdaibai Bird Center: Antiguo pabellón industrial rehabilitado situado junto a la marisma de Arteaga, de arquitectura vanguardista y destinada a la investigación, protección y difusión de la avifauna del estuario de Urdaibai.

- Centro Leioa-Aranzadi: Caserío Kortasenabarri, obtenido gracias al convenio firmado con el Ayuntamiento de Lejona, con la finalidad de potenciar la investigación científica de la biodiversidad y el patrimonio arqueológico, etnográfico y natural de Lejona y su entorno.[7]

## Publicaciones periódicas
Las revistas Aranzadiana y Munibe se empezaron a publicar prácticamente desde los inicios de la Sociedad de Ciencias Aranzadi. Munibe, hasta 1972, se publicó como apéndice del boletín de la Real Sociedad Bascongada de Amigos del País y, en 1985, la revista Munibe se dividió en dos. En 1977, nació el boletín de astronomía.
- Aranzadiana: Órgano científico de la Sociedad y el boletín interno de Aranzadi, que recoge las actividades realizadas a lo largo del año desde 1953.

- Munibe (Antropologia-Arkeologia): Publicación dirigida a la comunidad científica interesada en temas antropológicos. Tiene una periodicidad anual y se completa con diversos suplementos. Está incluida en el catálogo Latindex y está indexada por Anthropological SCOPUS, Literature, Francis, Georef e Isoc.

- Munibe (Ciencias Naturales-Natur Zientziak): Publicación científica que posee una periodicidad anual y que desde el año 1949 publica trabajos originales de investigación pertenecientes a las áreas de Geología, Botánica, Zoología, Ecología y Medio Ambiente. Incluida en el catálogo Latindex e indizada o resumida por Historical Abstracts, ICYT, Zoological Record, Francis, America, History and Life.

## Actividades
- Conservación e investigación del Patrimonio arqueológico y etnográfico de Guipúzcoa (secciones de antropología, arqueología y etnografía).
- Inventario y estudio de Recursos naturales: flora y vegetación; fauna de vertebrados e invertebrados (secciones de botánica, ornitología, herpetología y entomología).
- Catálogo micológico del País Vasco (sección de micología).
- Divulgación de la astronomía (sección de astronomía).
- Estudio sistemático de los macizos cársticos de Guipúzcoa, hidrogeología, geomorfología y bioespeleología (sección de espeleología).
- Seguimiento de la Red GPS de Guipúzcoa (sección de geodesia).

## Personas destacadas
Bajo este epígrafe, la Sociedad de Ciencias Aranzadi quiere recordar a una serie de personalidades que, desde los ámbitos de la cultura, de la investigación o de la ciencia, apoyaron el nacimiento de la Sociedad o han colaborado en su desarrollo y crecimiento. Para algunos de ellos, sus primeros pasos también supusieron una escuela de aprendizaje en la que contaron como profesores a Telesforo de Aranzadi o a José Miguel de Barandiarán.
- Telesforo de Aranzadi
- José Miguel de Barandiarán
- Jesús Elosegi
- Manuel Laborde
- Eduardo Chillida
- Juan San Martín
- Ramón Margalef
- José Antonio Valverde Gómez
- Félix Rodríguez de la Fuente
- Francisco Bernis Madrazo
- Ramón Sáez Royuela
- Alfredo Noval Junquera
- Mauricio González-Gordon Díez
- Francisco Hernández-Pacheco

## Junta directiva
- Presidente: Jokin Otamendi
- Vicepresidenta: Lourdes Herrasti
- Tesorero: Laiene Anabitarte
- Secretario: Paul Minguez-Olaondo
- Vocales: José Ángel Irigarai, Eneko Etxeberria, Rafael Zubiria, Itsaso Andueza, Arantza Aranburu, Virginia García.

## Departamentos
- Antropología
- Arqueología
- Astronomía
- Botánica
- Entomología
- Espeleología
- Etnografía
- Geodesia
- Geología
- Herpetología
- Micología
- Ornitología